# Cybaeozyga
Cybaeozyga là một chi nhện trong họ Cybaeidae.